# Heinz Kubsch
Heinz Kubsch (* 20. Juli 1930 in Essen; † 24. Oktober 1993) war ein deutscher Fußballspieler. Der Torwart absolvierte in den Jahren 1954 bis 1956 drei Länderspiele in der deutschen Fußballnationalmannschaft und nahm an der Fußball-Weltmeisterschaft 1954 in der Schweiz teil.

## Laufbahn

### Vereine, 1941 bis 1961

#### Katernberg, bis 1953
Im Essener Norden, im Stadtteil Katernberg, mitten in einer Arbeitersiedlung im Zeichen der Zeche Zollverein befindlich, wuchs Heinz Kubsch auf, erlernte den Beruf des Möbelschreiners und durchlief in seiner Freizeit mit Erfolg die Jugendabteilung der Sportfreunde Katernberg 1913. Als Bergbau und Fußball im Ruhrgebiet ein Synonym waren, kam die große Zeit der Katernberger. Die meisten Spieler arbeiteten auf einem Bergwerk, wenn auch nicht gerade vor Kohle und die Zeche Zollverein war großmütiger Gönner und Förderer, wo auch der junge Kubsch als Schreiner sein Brot verdiente. Am Lindenbruch erlebte man den geschlossenen Lebenszusammenhang einer Arbeitersiedlung, wo Arbeiten, Wohnen und Freizeit noch eine Einheit bildeten. Und Freizeit, dafür standen die Kicker der Sportfreunde Katernberg, mit dem Stadion Am Lindenbruch und seinem bei den Gästemannschaften gefürchteten Aschenplatz.
Mit dem Gewinn der Ruhrbezirks-Meisterschaft 1947 vor TuRa 1886 Essen und Rot-Weiss Essen hatte sich Katernberg zusammen mit Fortuna Düsseldorf, Rot-Weiß Oberhausen, Vohwinkel 80 und Hamborn 07 aus dem Niederrhein für die zur Runde 1947/48 startende Fußball-Oberliga West qualifiziert. Zwölf Mannschaften feierten am 14. September 1947 die Premiere, Katernberg verlor mit 0:3 Toren bei Borussia Dortmund. In den nächsten Wochen und Monaten entwickelte sich das relativ unbeschriebene Blatt, die Knappenelf aus dem Essener Norden, zur Überraschungsmannschaft der West-Oberliga und nahm auch am 11. Januar 1949 mit einem 2:0-Heimerfolg gegen Borussia Dortmund vor 12.000 Zuschauer erfolgreich Revanche für die Premierenniederlage. Nach dreizehn Spieltagen führten die Sportfreunde mit 20:6 Punkten die Tabelle an, gejagt von den punktgleichen Verfolgern Borussia Dortmund und Fortuna Düsseldorf mit jeweils 17:9 Zählern. Ab dem 16. Spieltag, den 25. Januar 1948 stand der 17-jährige Heinz Kubsch im Tor der Katernberger. Er war damit der jüngste Oberligatorhüter im DFB-Bereich. Die ersten vierzehn Punktspiele hatte Heini Jerosch als Torhüter für die Sportfreunde absolviert. Die Wende in der Meisterschaftsfrage kam vier Spieltage vor Schluss: Kubsch und seine Katernberger verloren in Oberhausen mit 2:5 Toren, während Verfolger Dortmund die TSG Vohwinkel mit 5:0 Toren bezwang. Am Ende holte sich die Mannschaft vom Lindenbruch mit 34:14 Punkten die Vizemeisterschaft hinter Meister Borussia Dortmund der mit zwei Punkten Vorsprung durch das Ziel ging. Mit 22:2 Heimpunkten wurde die Grundlage zur Vizemeisterschaft auf dem berüchtigten Aschenplatz mit seinem fanatischen Publikum gelegt. Erkenschwicks Stürmer „Jule“ Ludorf soll über die Atmosphäre gesagt haben:

„So hautnah spielte man nirgendwo am gegnerischen Publikum. Wer in Katernberg siegte, hätte eigentlich drei Punkte bekommen müssen, einen für die Nerven“

Die erste Oberligasaison beendete Katernberg am 18. April 1948 mit einem 4:2-Auswärtserfolg in der Glückaufkampfbahn des Altmeisters FC Schalke 04, als in der zweiten Halbzeit der 0:2-Rückstand mit drei Treffern des Torjägers Paul Mieloszyk noch wettgemacht werden konnte. Heinz Kubsch hütete das Tor der Sportfreunde und Heinrich Kwiatkowski das Tor der Schalker.
Im zweiten Oberliga-Jahr, 1948/49, stand der reaktionsschnelle Heinz Kubsch in allen 24 Spielen im Gehäuse der Katernberger und zeichnete sich dabei mit überdurchschnittlichen Leistungen aus. Trotzdem konnte der Vizemeister des Vorjahres nach der Umstellung vom Asche- zum Rasenplatz am Lindenbruch den Abstieg aus der Oberliga nicht verhindern. Aber nach einer Runde kehrten die Sportfreunde sofort wieder in die Oberliga zurück. Durch den Titelgewinn 1950 in der 2. Liga West vor Borussia Mönchengladbach, FV Hombruch 09 und dem Meidericher SV schafften die Nord-Essener mit Torhüter Kubsch die sofortige Rückkehr. Mit Helmut Rahn und Willi Vordenbäumen im Angriff starteten die Sportfreunde in die Saison 1950/51. Die zwei Derbys gegen Rot-Weiss Essen brachten im Lindenbruch eine 2:3-Heimniederlage und an der Hafenstraße ein 2:2-Unentschieden zustande. Durch einen 4:1-Erfolg vor 20.000 Zuschauer in Katernberg, holte sich am letzten Spieltag, den 29. April 1951, der FC Schalke 04 die Meisterschaft vor Preußen Münster, das gleichzeitig mit 0:4 Toren bei Preußen Dellbrück verlor und damit Tabellenführung und Meistertitel verspielte. Kubsch absolvierte alle 30 Rundenspiele und belegte mit den Sportfreunden den zwölften Rang. Vor der Runde 1951/52 unterschrieb Helmut Rahn einen Vertrag bei Rot-Weiss Essen und mit der Mannschaft vom Uhlenkrug, ETB Schwarz-Weiß, stieg auch die dritte Mannschaft aus Essen in die Oberliga West auf. Die grün-weißen Sportfreunde setzten mit 0:6 Punkten den Start in den Sand und belegten zur Halbzeit mit 14:16 Punkten den elften Rang. Am Rundenende erreichten sie den zehnten Platz und Heinz Kubsch hatte in seinen 28 Ligaspielen erneut seine herausragende Klasse bewiesen. Die Vorrunde 1952/53 brachte für Heinz Kubsch mit der Berufung des DFB für das B-Länderspiel am 9. November 1952 in Basel gegen die Schweiz eine persönliche Auszeichnung. Gemeinsam mit dem Verteidigerpaar Hans Eberle und Hans Bauer sowie mit Kurt Sommerlatt, Herbert Schäfer und Gerhard Harpers in der Läuferreihe war der Torhüter Garant des 2:0-Erfolges der deutschen Mannschaft. Zusammen mit Willi Vordenbäumen absolvierte Kubsch alle 30 Ligaspiele bei den Sportfreunden. Die Auswirkungen der Währungsreform von 1948 und die finanziellen Möglichkeiten des neu installierten Vertragsspielerstatuts hatten das Ende der vom Bergbau beherrschten Gründerklubs eingeläutet und dies traf auch auf Katernberg zu. Mit 19:41 Punkten erreichten Kubsch und Kollegen den 15. Rang und damit stiegen die Sportfreunde 1953 zusammen mit Erkenschwick in die 2. Liga West ab. Am 30. Spieltag verabschiedeten sich die Grün-Weißen vor nur noch 2000 Zuschauern mit einem 3:2-Heimsieg gegen STV Horst-Emscher aus der Oberliga. Hans Dieter Baroth notiert über das Supertalent im Katernberger Tor:

„Schnell war der Katernberger Torwart in der B-Nationalmannschaft, und die Tür zur A-Nationalmannschaft stand weit offen, obwohl es da jemanden mit dem Namen Toni Turek gab. Doch es kam zu einem kleinen Zwischenfall, der die Karriere des Torwarts Kubsch arg behinderte. Kubsch hatte ausgiebig Geburtstag gefeiert. Anderntags zeigte er im Spiel gegen Alemannia Aachen zwar wieder eine makellose Leistung. Doch er hatte das Pech, dem Bundestrainer Sepp Herberger zu nahe zu kommen. Und der Bundes-Sepp roch prompt die ‚Fahne’ des Torwarts. Beim puritanischen Bundestrainer war Kubsch damit ‚untendurch’, aber er spielte immerhin dreimal in der A-Nationalmannschaft.“

Nach 122 Spielen für die Sportfreunde Katernberg in der Oberliga West wechselte Kubsch zur Runde 1953/54 zum FK Pirmasens in die Oberliga Südwest.

#### Pirmasens, 1953 bis 1961
Der FK Pirmasens – beheimatet in der „Schuhstadt“ Pirmasens im Pfälzerwald im Grenzland, im Südwestzipfel der Republik liegend – hatte in den 1950er-Jahren Geld um gute Spieler zu verpflichten, und vor allem auch berufliche Perspektiven den Neuzugängen anzubieten. Neben mehreren Schuhfirmen gab es Möglichkeiten im Kunststoffwerk, im Eisen- und Sanitärgroßhandel sowie auch der Stadtverwaltung. „Was brauch’ mer neu?“, wurde auf der Geschäftsstelle überlegt und dann gehandelt. Oft waren es Schuhvertreter, die die ersten Kontakte zu Spielern herstellten. So war es auch 1953 beim Wechsel des 23-jährigen Torhüters Heinz Kubsch. Er führte nach der Übersiedlung aus Essen mit Ehefrau im Zentrum der „Schuhstadt“ ein Tabakgeschäft mit Lotto-Toto-Annahme.
Mit 24:2 Punkten startete der FK Pirmasens mit dem neuen Torhüter Heinz Kubsch in der Saison 1953/54 in der Fußball-Oberliga Südwest. Erst am 14. Spieltag erlitt der Tabellenführer mit 0:1 Toren beim 1. FC Saarbrücken die erste Niederlage. Diese wurde acht Tage später mit einem 2:1-Heimerfolg vor 25.000 Zuschauern gegen den 1. FC Kaiserslautern wettgemacht. Am 30. Spieltag, den 11. April 1954, reiste der Tabellenführer aus Pirmasens mit einem Punkt Vorsprung zum Verfolger 1. FC Kaiserslautern. Die Walter-Mannschaft entschied mit einem 4:0-Erfolg das Titelrennen vor 30.000 Zuschauern auf dem Betzenberg. Heinz Kubsch hatte für den Vizemeister alle 30 Spiele bestritten und dabei glänzende Kritiken erfahren. Mit seiner Reaktionsschnelligkeit und „katzengewandter“ Beweglichkeit drängte er sich förmlich für den Kader der Nationalmannschaft zur Fußball-Weltmeisterschaft 1954 in der Schweiz auf. Bundestrainer Herberger lud den Ex-Katernberger erstmals im Februar 1954 zu einem DFB-Lehrgang ein. Am 28. Februar überzeugte der neue Torwart des FK Pirmasens auch beim Repräsentativspiel des Südwestens in Hamburg. Südwest gewann mit 4:2 Toren gegen Norddeutschland und Kubsch gehörte den sechs Torhütern an, die Sepp Herberger Mitte März 1954 in den vorläufigen WM-Kader berief: Turek, Herkenrath, Kubsch, Kwiatkowski, Klemm und Geißler.
Gemeinsam mit Verteidiger Fritz Laband vom Hamburger SV feierte Kubsch am 25. April 1954 das Debüt in der Fußballnationalmannschaft. Im letzten Länderspiel vor dem WM-Turnier gewann die DFB-Elf in Basel mit 5:3 Toren gegen die Schweiz. Stammverteidiger Erich Retter erlitt dabei eine schwere Meniskusverletzung und fiel für die Weltmeisterschaft aus.
Mit Pirmasens folgten nach der Weltmeisterschaftssaison 1953/54 drei Runden im Südwesten ohne Zugehörigkeit zur Tabellenspitze. Als Trainer Helmut Schneider mit Spielmacher und Torjäger Helmut Kapitulski zur Runde 1957/58 zum Stadion an der Zweibrücker Straße nach Pirmasens kam, setzte „die Klub“ – so wird der Verein im Dialekt genannt – zu einem Höhenflug an. In den Jahren 1958, 1959 und 1960 gewann der FK Pirmasens in Folge die Meisterschaft in der Oberliga Südwest. In den drei Endrunden um die deutsche Fußballmeisterschaft absolvierte der Torhüter alle 15 Spiele gegen den Hamburger SV, 1. FC Köln, 1. FC Nürnberg, Eintracht Frankfurt, Werder Bremen und Tasmania 1900 Berlin. Im Weltmeisterschaftsjahr 1958 wurden die Spiele in neutralen Stadien ausgetragen. Kubsch spielte mit dem FKP vor 70.000 Zuschauern in Stuttgart 2:2 gegen den 1. FC Nürnberg, vor 50.000 Zuschauern in Augsburg 1:1 gegen den 1. FC Köln und verlor vor 40.000 Zuschauern in Dortmund gegen den Hamburger SV mit 1:2 Toren. Im Jahr danach, 1959, ragten die zwei Erfolge gegen Köln mit 4:0 und Bremen mit 4:1 Toren und die 2:3-Niederlage vor 81.000 Zuschauern im Frankfurter Waldstadion gegen den späteren Deutschen Meister Eintracht Frankfurt heraus.
In der Runde 1960/61 verspielte Pirmasens am 29. Spieltag mit einer 2:3-Niederlage bei Borussia Neunkirchen den erneuten Meisterschaftserfolg. Mit einem Punkt hinter den punktgleichen Mannschaften des 1. FC Saarbrücken und Borussia Neunkirchen landeten die Blau-Weißen auf dem dritten Rang. Heinz Kubsch hatte 29 Spiele in dieser Runde absolviert und verabschiedete sich mit dem Spiel am 16. April 1961 in Neunkirchen als aktiver Spieler und beendete nach 222 Oberligaspielen mit Pirmasens seine Laufbahn.
Mitspieler Hermann Laag (328), er ist mit Rolf Ertel (332) und Emil Weber (308) der Oberliga-Rekordspieler der Pirmasenser, äußert sich über Kubsch mit folgenden Worten: „Auf der Linie reagierte Heinz kolossal“. Trainer Helmut Schneider erklärte den Leistungsboom des dreimaligen Meisters so: „Vorne hilft uns der liebe Gott und hinten hält Heinz Kubsch alles …“.

### Auswahlberufungen
Nach seinem Nationalmannschaftsdebüt am 25. April 1954 in Basel gegen die Schweiz wurde Kubsch zusammen mit Toni Turek und Heini Kwiatkowski als Torhüter für das WM-Aufgebot in die Schweiz nominiert. Beim überraschenden Weltmeisterschaftserfolg der Herberger-Elf kam Kubsch aber zu keinem Spieleinsatz. Hauptverantwortlich dafür war ein „unfreiwilliges Bad“, das den bedauernswerten Kubsch um seinen Einsatz bei der Weltmeisterschaft bringt, wie es Fritz Walter in seinem 3:2 Copress-Buch formuliert. Nachdem sein Freund und Zimmergenosse Kwiatkowski in Spiez in den Thuner-See gefallen war und Kubsch bei dem Durcheinander der Rettungsaktion für „Kwiat“ sich aus dem kenternden Ruderboot mit einem Hechtsprung rettete, stellte Heinz Kubsch erst im Hotel fest, dass er sich die Schulter verstaucht hatte, und zwar so stark, dass an seinen Einsatz als Torhüter während der Weltmeisterschaft nicht mehr zu denken war.
Am 23. März 1955 kommt Kubsch zu seinem zweiten B-Länderspiel. In Sheffield ringt die deutsche Mannschaft England ein 1:1-Remis ab. Einen Monat später folgt sein zweites Spiel in der A-Nationalelf. Am 28. Mai besiegt Deutschland in Hamburg Irland mit 2:1 Toren, wobei die Abwehr mit Kubsch, dem Verteidigerpaar Retter und Erhardt, sowie der Läuferreihe mit Schlienz, Rudolf Hoffmann und Mai der Garant des Erfolges ist. In der Saison 1956/57 wiederholt sich dieser Ablauf: zuerst am 15. September 1956 sein dritter Einsatz in der B-Nationalmannschaft und am 21. November sein drittes A-Länderspiel in Frankfurt gegen die Schweiz. In der Nationalmannschaft war danach seine Karriere beendet. Für Südwestdeutschland bestritt er am 18. November 1959 und am 19. März 1960 noch zwei Repräsentativspiele gegen Süd- und Norddeutschland.
Kubsch war nebenbei Sportschütze in der 1. Mannschaft des SV 1900 Lemberg.

## Tod
Heinz Kubsch verstarb im Oktober 1993 nach langer Krankheit.